# 拉梅尼耶农村居民点 (舍克斯纳区)
拉梅尼耶农村居民点（俄语：Сельское поселение Раменское）是俄罗斯联邦沃洛格达州舍克斯纳区所属的一个农村居民点。其下辖有12个居民点，行政中心为拉梅尼耶。据2015年统计，该农村居民点的人口为253人。